# Nidom
Nidom – licząca około 151 mieszkańców wieś sołecka w Polsce położona w województwie wielkopolskim, w powiecie gnieźnieńskim, w gminie Czerniejewo.
W latach 1975–1998 miejscowość administracyjnie należała do województwa poznańskiego.

## Położenie
Miejscowość leży na wysokości 117 m n.p.m., około 45 km na wschód od Poznania, 10 km na południowy zachód od Gniezna, przy drodze powiatowej nr 2160P Czerniejewo – Żydowo – Niechanowo.
Współrzędne geograficzne: 52° 27' 0N, 17° 31' 60E (52.4500, 17.5333).

## Historia
Nidom wzmiankowany jest już w dokumentach z XIII wieku, kiedy to był własnością Izajasza i jego braci Mikołajewiców, z rodu Dryów. W dokumentach z początku XV wieku pojawia się nazwisko Nidomskich, dziedziczących Nidom w 1433 braci Piotra i ks. Bodzęty, plebana we Wrześni i kanonika łęczyckiego. W roku 1442 Piotr Nidomski poślubia Dobrosławę (Dobrochnę, Dobroszkę), córkę Mroczka z Łopuchowa, której w 1446 r. przekazuje Nidom. Owdowiała Dobrochna sprzedaje trzecią część Nidomia w 1470 burgrabiemu gnieźnieńskiemu Janowi Mielżyńskiemu, który w dwa lata później sprzedaje ją kasztelanowi kamieńskiemu Mikołajowi Bnińskiemu. Po jego śmierci w 1471 r. wieś przechodzi za długi w ręce biskupa poznańskiego Andrzeja z Bnina, następnie w 1475 r. w ręce jego bratanicy Agnieszki Bnińskiej, która w 1483 r. przekazuje ją swojemu synowi Jeronimowi z Kobylan.
Na początku XVI wieku wieś i folwark Nidom należały do dóbr w Czerniejewie (Czerniewie), znajdował się tu dwór, wiatrak i 4 karczmy.
Po śmierci Łukasza hr. z Górki Czerniew (Czerniejewo) i przyległe wsie przypadają w spadku podkomorzemu poznańskiemu Piotrowi Czarnkowskiemu z Czarnkowa, który w roku 1595 sprzedaje Czerniew z dworem, folwarkiem i przyległymi wsiami w tym m.in. Nidom z folwarkiem, z prawem patronatu nad kościołem i beneficjami w tych dobrach leżącymi kasztelanowi rogozińskiemu Janowi z Bnina Opalińskiemu. Po jego śmierci syn Piotr z Bnina Opaliński odziedziczył m.in. Sieraków z zamkiem i folwarkiem oraz Czerniewo (Czerniejewo) z dworem i przynależne wsie; Nidom odziedziczył po nim syn Łukasz. Nidom został następnie sprzedany w 1626 marszałkowi wielkiemu koronnemu Łukaszowi Opalińskiemu.
W czasie wojen szwedzkich majątek Czerniejewo był bardzo zniszczony, rozkwit nastąpił jednak gdy jego właścicielem został wielki oboźny koronny generał Jan Lipski, który w 1780 ukończył zespół pałacowy w Czerniejewie. W 1793 Nidom dostaje się do zaboru pruskiego.
W 1823 majątek Czerniejewo wraz z Nidomiem przechodzi w ręce Skórzewskich herbu Drogosław za sprawą małżeństwa córki gen. Józefa Lipskiego. Ustanowiona z dóbr czerniejewskich w 1885 r. ordynacja przetrwała do 1939.
12 września 1939 roku Niemcy wkraczając do majątku czerniejewskiego przejęli wszystkie posiadłości ziemskie, w tym Nidom, oswobodzenie nastąpiło 22 stycznia 1945 roku

## Znaleziska archeologiczne
W roku 1968 na polu należącym do PGR odkryto głaz z wyrytymi na powierzchni znakami. Ze względu na gabaryty znaleziska gnieźnieński oddział Muzeum Archeologicznego w Poznaniu zdecydował o pozostawieniu go w miejscu znalezienia. Wykonano dokumentację fotograficzną i uzupełniono teczkę archiwalną dotyczącą Nidomia.

## Edukacja
We wsi istniała szkoła podstawowa, obecnie budynek dawnej szkoły wykorzystywany jest na cele mieszkalne.
Dzieci z Nidomia uczęszczają do Zespołu Szkół Publicznych w Żydowie.